# Scuola superiore di guerra (Francia)

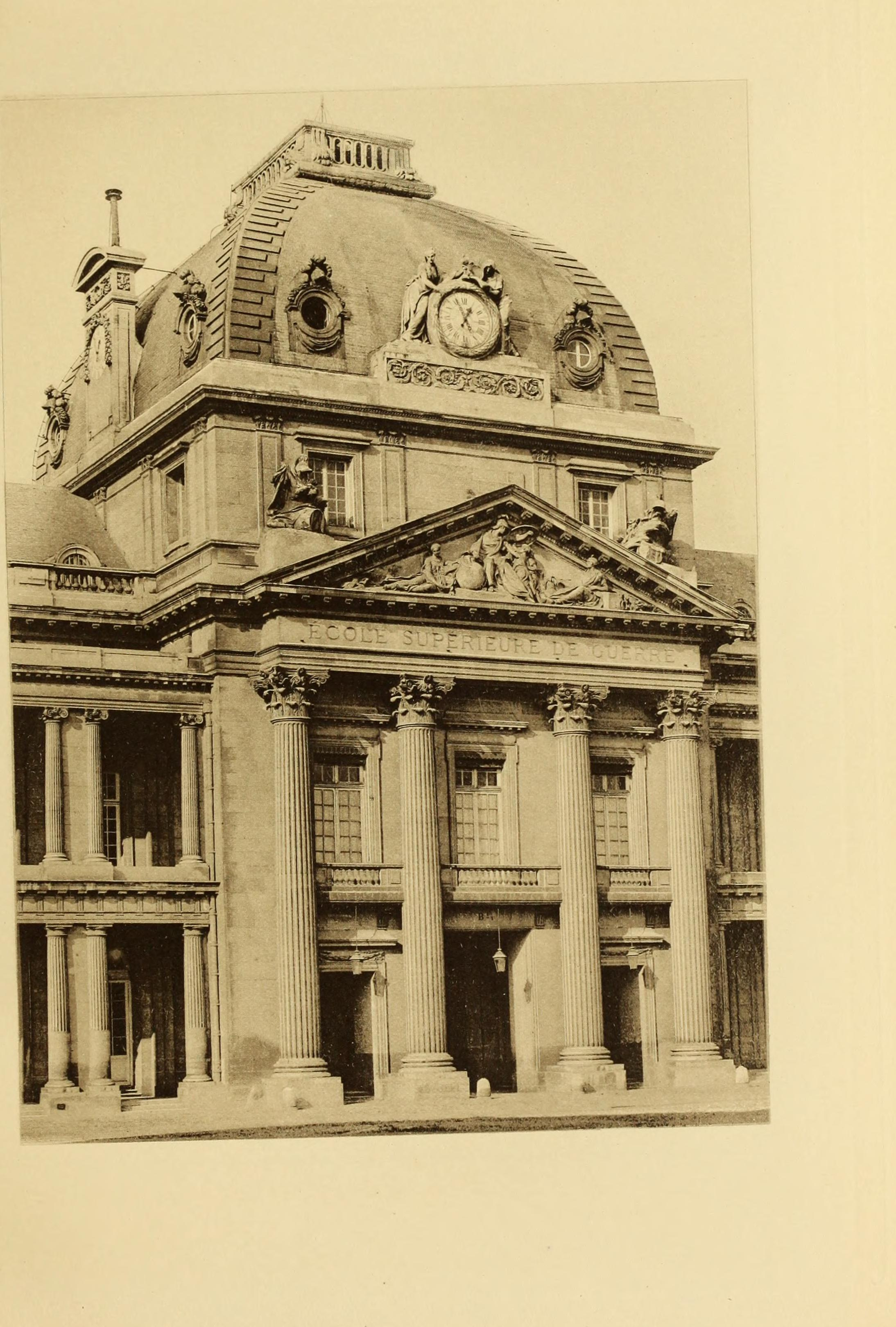
Sede scuola superiore di guerra

La Scuola superiore di guerra francese (fr: École supérieure de guerre), abbreviato ESG, è stata dal 1876 al 1993 la maggiore istituzione francese d'insegnamento militare, destinata a formare ufficiali di Stato maggiore e ufficiali generali.
È stata creata all'interno della Scuola militare francese.
Nel 1993 è stata sostituita dal CID (Collège interarmées de Défense), al quale è succeduta nel 2011 l'École militaire.

## Creazione
Tenendo le lezioni di difesa durante la guerra del 1870, il generale Ernest Courtot de Cissey, Ministro della Guerra, decise il 26 gennaio 1876 di creare dei corsi destinati a preparare in due anni alle funzioni di Stato maggiore e di comando gli ufficiali, tra i quali il Maresciallo François Certain de Canrobert, membro del Consiglio Superiore di Guerra, che disse che loro avrebbero dovuto ormai «conoscere a fondo l'impiego particolare e combinato delle diverse armi».
Il generale Castelnau redasse il progetto di creazione di «corsi militari speciali» e in particolare fissò le condizioni del concorso d'ingresso.
Il 15 maggio 1876 i 72 stagisti del primo corso s'installarono provvisoriamente presso gli Invalides, agli ordini del generale Gandil.
Il generale Lewal, uscito dalla Scuola di Stato Maggiore nel 1848, rimpiazzò il generale Gandil nel 1877 e tentò di mettere in piedi un insegnamento teorico, pratico e multidisciplinare. 
La legge del 20 marzo 1880 approvò l'esistenza di una Scuola superiore di guerra. In luglio questa fu installata presso l'École militaire.

## Maillard e Bonnal
Il capo del battaglione Maillard assunse la direzione del corso di tattica applicata di fanteria nel 1884. Lavorando principalmente sulla battaglia di Saint-Privat (Gravelotte), egli mise in evidenza il fattore morale e ne dedusse dei principi d'azione (sorpresa con la concentrazione dei mezzi, azioni massicce dell'artiglieria, messa in opera della cavalleria per lo choc e il perseguimento) e una dottrina tattica (usura lenta e progressiva del nemico con economia delle forze per concentrarle nel punto di rottura). Il suo corso divenne quello principale della scuola.
Il capo del battaglione Bonnal assunse la direzione del corso di storia militare, di strategia e di tattica generale nel 1892. Basando il suo corso sullo studio della battaglia di Wœrth (Reichshoffen) e delle campagne napoleoniche, egli sostenne tre principi: libertà d'azione, facoltà d'imporre al nemico la propria volontà, economia delle forze. Egli credette di scoprire con Napoleone un sistema, quello dell'avanguardia, che considerava sempre valido.
Insieme, egli concepì i primi esercizi su carte simili al "gioco alla guerra" (Kriegspiel) tedesco.

## Foch
Dal 1895 al 1901, il caposquadrone Foch insegnò la storia militare, la strategia e la tattica generale. Nel 1896 egli successe a Bonnal nella direzione del corso. Appoggiandosi allo studio della poco nota battaglia di Nachod durante la guerra austro-prussiana del 1866, la sua dottrina dava la priorità a due nozioni: quelle della missione da compiere e quella della sicurezza da garantire. Portando sempre come imprativo l'attenzione agli ordrdini ricevuti e la specificità di ciascuna situazione, egli applicava costantemente la formula:.
(Ferdinand Foch)
. Per stigmatizzare l'errore d'una truppa che scopre un lato coperto per avvicinarsi al nemico senza tenere solidamente la sua posizione iniziale, egli usava la metafora del pappagallo: 
(Ferdinand Foch)

## Elenco dei generali che hanno comandato la Scuola superiore di guerra
- 1876-1877 Fabien-Pierre-Edmond Gandil
- 1877-1880 Jules-Louis Lewal
- 1880-1882 Louis-Charles-Agénor Savin de Larclause
- 1882-1884 Paul-Victor Allan
- 1884-1887 Louis-Ernest Schneegans
- 1887-1893 Jules-Abel Lebelin de Dionne
- 1893-1895 François-Gustave Lamiraux
- 1895-1898 Jean-Constant-Edmond Renouard
- 1898-1901 Hippolyte Langlois
- 1901-1902 Guillaume-Auguste-Balthazar-Eugène-Henri Bonnal
- 1902-1903 Henri De Lacroix
- 1903-1905 Jean-Jules Brun
- 1905-1907 Mardochée-Georges Valabregue
- 1907-1908 Michel-Joseph Maunoury
- 1908-1911 Ferdinand Foch
- 1911-1913 Charles Ebener
- 1913-1914 Alphonse-Eugène-Elie-Édouard-Xavier-Joseph Lacombe de La Tour
- 1919-1924 Marie-Eugène Debeney
- 1924-1926 Julien-Claude-Marie-Sosthène Dufieux
- 1926-1928 Pierre Hering
- 1928-1932 Gaston Duffour
- 1932-1935 Jules Hartung
- 1935-1938 Emile-Marie-Hyacinthe Barazer De Lannurien
- 1938-1939 Edmond Mendras